# Publius Decius Mus (consul in 279 v.Chr.)
Publius Decius Mus was een Romeins politicus en generaal.

## Leven
Publius Decius Mus werd geboren als een lid van de gens Decia en was een kleinzoon van Publius Decius Mus (consul in 340 v.Chr.) en zoon van Publius Decius Mus (consul in 312, 308, 297 en 295 v.Chr.).
Toen hij in 279 v.Chr. consul was, zou hij net zoals zijn vader en grootvader een "Kodrisch" orakel te horen krijgen (d.i. een orakel dat een nederlaag voorspelt indien een bepaald persoon niet sneuvelt), waardoor hij een devotio (toewijding) zou hebben uitgesproken om zijn leven op te offeren voor een overwinning. Hij sneuvelde volgens sommige bronnen dan ook in de Slag bij Asculum (279 v.Chr.), waarin hij samen met zijn collega in het consulaat, Publius Sulpicius Saverrio, het Romeinse leger aanvoerde, tijdens de oorlog tegen Pyrrhus van Epirus, die hierdoor door Rome zou zijn gewonnen. Of hij echt in deze slag is gesneuveld, werd echter door Cassius Dio in twijfel getrokken. Hoe het ook zij, de slag bij Asculum werd weliswaar door Pyrrhus met zo'n grote verliezen gewonnen dat de veiligheid van Asculum was gegarandeerd en deze overwinning van Pyrrhus aanleiding gaf tot de term pyrrusoverwinning.

## Antieke bronnen
- Cassius Dio, X 5, 43 (geciteerd door Zonaras).
- Marcus Tullius Cicero, De finibus II 61; Tusculanae disputationes I 89.